# 二世の契り
『二世の契り』（にせのちぎり）はアイディアファクトリー（オトメイト）から2010年8月26日に発売された戦国時代を舞台とした恋愛アドベンチャーゲーム。2011年7月21日にファンディスク『二世の契り 想い出の先へ』が発売された。

## 概要
タイトルである『二世の契り』とは、仏教において「現世のみならず来世まで夫婦として連れ添おうという約束」の意味を表す。キャラクターデザインはいのまたむつみ、ゲームキャラクターデザイン及び原画は中村龍徳が担当。シナリオライターには小説家を数名起用している。
なお2013年6月には「Petit Noir」（アイデアファクトリーのPC・スマートホン向け移植先ブランド）よりWindows版ソフト（DVD版・ダウンロード版（アニメイト特設サイトからのみDL可）も発売されている。

## ストーリー
主人公である白羽真奈は、弓道部に所属する普通の高校生。変化の少ない日常生活の中、真奈は突然の出来事に巻き込まれ、戦国の世に飛ばされてしまう。時は戦国、永禄4年。飛ばされた先で真奈は上杉政虎――後の上杉謙信と出会い、先の世の人間に興味を持った政虎により“毘沙門天の使い”として春日山城に招かれ、直属の忍びである“軒猿衆”に警護される事となる。困惑しながらも前向きに他人との絆、自分の存在価値を見出していく真奈だったがある日、政虎の死を予感させる白昼夢を見てしまう。それを暗示するように、政虎と甲斐の武田信玄による、第4次川中島の戦いが行われようとしていた。

## 登場人物

### メインキャラクター
白羽真奈（しらは まな）
主人公（名前変更可能）。多聞春日山高校に通う16歳の女子高生。突然戦国時代へとタイムスリップしてしまい、政虎から毘沙門天の御使いとして扱われる事になる。明朗快活で根がのんびり屋の、めげないくじけない性格。運動神経が良く、弓道部に所属している。
暁月（あかつき）
声 - 近藤隆
政虎に命を捧げ仕える軒猿衆の小頭であり、次期頭目候補。未来から来たという主人公を疑い、何かというと口喧嘩になっている。多少乱暴な口調ではあるが、真っ直ぐで裏表が無く仲間想い。他国では大道芸人に変装して活動している。
翠炎（すいえん）
声 - 津田健次郎
軒猿衆の1人、物静かで知的な青年。眉目秀麗で誰に対しても優しく接する。暁月とは昔馴染みであり、主人公に対して喧嘩腰の彼をいつも宥めている。名手の域に達する笛の腕前の持ち主。普段は城下の子供達に勉強を教えている。
秋夜（しゅうや）
声 - 前野智昭
軒猿衆の1人、寡黙で生真面目な青年。感情の起伏が少ないものの、時折少々天然な面も。軒猿の掟を絶対のものと思っており、任務のために命を懸ける事を最高の死に方と考えている。普段は薬師であり、自宅を診療所代わりにして営んでいる。
雅刀（まさと）
声 - 前田剛
軒猿衆の1人、暁月達の兄貴分だが、無愛想で彼らや主人公とも距離を置いている不思議な青年。孤児だったところを刀儀に拾われたため、彼のことを実の親のように大切に想っている。他国では風貌を変え流しの絵師を名乗っている。
瑠璃丸（るりまる）
声 - 萩乃水城
軒猿衆の1人、明るく元気な少年。軒猿の中では1番年下だが、飄々とした性格で年齢の割りに大人びている。立場を弁えながらも主人公を姉のように慕う。猿回しを生業としており、どこへ行くにもサルを連れている。
小島弥太郎（こじま やたろう）
声 - てらそままさき
越後上杉軍、徒歩組大将。政虎が幼少の頃より付き従っている家臣であり友でもある。身の丈6尺以上の巨躯と無双の剛力で鬼小島の異名を持つが、気は優しくて力持ち。一回り以上年齢が離れた主人公を子供扱いしている。
刀儀兼久（とうぎ かねひさ）
声 - 大塚明夫
軒猿衆先代頭目。熟達の忍の技を持つ実直な老人。非常に厳格で若い軒猿から尊敬と畏怖の念を抱かれているが、小動物が大の苦手。軒猿としての長きに渡る功績に対し、政虎から刀儀の姓を与えられた。
山本勘助（やまもと かんすけ）
声 - 櫻井孝宏
武田五名臣の1人、道鬼斎と称され摩利支天と畏怖される冷酷な名軍師。古くから信玄に仕えているにも関わらず若々しい容姿をしているなど、素性に謎が多い。何故か主人公に執着を見せ、何としても手に入れようとする。

### サブキャラクター
上杉政虎（うえすぎ まさとら）
声 - 遠藤大智 / 幼少期 - 鷹村遊
上杉家の当主であり、関東管領。後の上杉謙信。越後の龍の異名を持ち、戦略家・戦術家としても優れた名将である。竹を割ったような性格で豪放としている一方、音楽や物語など雅なものを愛する。
武田信玄（たけだ しんげん）
声 - 一条和矢
武田家の当主。甲斐の虎と称され、精強な軍を擁す。政虎の宿敵であり、彼を倒すことに執念を燃やす。謎の多い勘助を危ぶむ家臣の声も多いが、文武両道に長けた彼を深く信頼し頼りにしている。
水輪（みなわ）
声 - 鷹村遊
林の中にある祠で出会った主人公を戦国時代へ送り込んだ、稚児姿の少年。物語の要所で主人公の前に現れ警告を与える。
綾姫（あやひめ）
声 - 高橋あみか
越後の鬼姫の異名を持つ弥太郎の妹。政虎の2歳年下の幼馴染。美しい容姿で主人公の姉によく似ており、あれこれと世話を焼いてくれる。
艶乃（つやの）
声 - 川淵由香里
綾姫に仕える女中で、主人公の身の回りの世話をする。正体は女忍。綾姫とは主従であるものの、姉妹のように親しい。密かに弥太郎に想いを寄せる。
千両（せんりょう）
声 - 越田直樹
勘助配下の1人、武士顔負けの凄腕の剣士。いずれは手柄を立てて武士になろうと野心を抱く。
蛇陣（じゃじん）
声 - 石川弘則
勘助配下の1人、毒蛇を扱う妖しい忍。性別は男性だが心は女性で、良い男が好き。
鱗童子（うろこどうじ）
声 - 増田雄市
勘助配下の1人、水妖の術を使う冷酷な忍。胡人の子孫であり美しい金髪と青い瞳が特徴。
傀儡丸（くぐつまる）
声 - 小林範雄
勘助配下の1人、長大な錫杖を振り回す剛力無双の大男。怪力と巨体に似合わぬ俊敏さを持つ戦闘狂。
高坂弾正（こうさか だんじょう）
声 - 酒井相一郎
武田四天王の1人、信玄に忠誠を誓う名将。底知れない勘助を警戒するも、よく手玉に取られている。
白羽あや（しらは あや）
声 - 阿部玲子
主人公の姉。謙信ゆかりの泉の祠を守る一族の末裔。謙信のことになると夢中になるマニアで、主人公にも謙信様クイズを出してくる。

## 主題歌

### 二世の契り
オープニングテーマ「約束しよう」
作詞・歌 - カンノユウキ / 作曲 - 松美夜孤雨兵 / 編曲 - Yu
エンディングテーマ「消えない絆」
作詞・歌 - カンノユウキ / 作曲・編曲 - Yu
挿入歌「掌中の鳥」
作詞 - 澤田尚多 / 作曲 - 松美夜狐雨兵 / 編曲 - Yu / 歌 - 吉岡亜衣加

### 二世の契り 想い出の先へ
オープニングテーマ「泡沫の夢」
作詞・歌 - カンノユウキ / 作曲・編曲 - 松美夜孤雨兵
エンディングテーマ「七色挿話」
作詞 - 磯谷佳江 / 作曲・編曲 - 小野貴光 / 歌 - 吉岡亜衣加

## 漫画版
『ARIA』（講談社）2010年9月号より2012年5月号まで、漫画版『二世の契り』が連載されていた。作画は櫻井しゅしゅしゅ。

### 単行本
※いずれもドラマCD付き特装版が同時発売
- 二世の契り 第一巻（2011年3月7日発売）
- 二世の契り 第二巻（2011年8月5日発売）
- 二世の契り 第三巻（2012年1月6日発売）
- 二世の契り 第四巻（2012年7月6日発売）

## 関連商品

### 書籍
- 二世の契り 公式ビジュアルファンブック（2010年11月1日発売）
- 二世の契り 想い出の先へ 公式ビジュアルファンブック（2011年08月31日発売）

### CD
- 二世の契り オリジナルサウンドトラック（2010年8月25日発売）
- 二世の契り ドラマCD 〜IT戦国時代〜（2011年1月26日発売）
- 二世の契り 想い出の先へ オリジナルサウンドトラック（2011年8月24日発売）

### モバイル
- ソーシャルゲームセフィロト〜時の世界樹〜に本作品のキャラクターカードが参戦している。